# The Hangman at Home
|  | Denne artikel er oprettet af botten Steenthbot ud fra en ekstern database. Den kan derfor have sproglige fejl eller mangler. Denne skabelon kan fjernes efter kontrol af indholdet. |

The Hangman at Home er en dansk eksperimentalfilm fra 2020 instrueret af Michelle Kranot og Uri Kranot.

## Handling
”Hvad tænker bødlen på, når han går hjem om natten fra arbejde?”. Et værelse, forskellige tidspunkter, forskellige mennesker – og fem forskellige historier, hvor mennesker midt i deres intime gerninger bliver udstillet og ender med at dele dette øjeblik med dig. 'The Hangman at Home' er et visuelt digt i filmisk og interaktiv form. Et portræt, der antyder, at vi som mennesker er langt mere ens end forskellige, hvilket fører til, at vi sætter spørgsmålstegn ved vores eget ansvar og lydhørhed. Inspireret af Carl Sandburgs digt af samme navn, undersøges temaer som anerkendelse, tilskuerens rolle og tværmediel æstetik.